# Joujoux e Balangandãs
Joujoux e Balangandãs é um filme brasileiro de 1939 produzido por Adhemar Gonzaga e dirigido por Amadeu Castelaneto. É considerado um filme perdido.

## Elenco
- Lamartine Babo
- Ary Barroso
- Cândido Botelho
- Dorival Caymmi
- Alexandre de Azevedo
- Mário Reis